# Struthio
A Struthio a madarak osztályának struccalakúak (Struthioniformes) rendjébe és a struccfélék (Struthionidae) családjába tartozó nem.
Két faja él napjainkban: a közönséges- és a szomáliai strucc. Nagy testű, röpképtelen afrikai madarak, amelyek minden ma élő szárazföldi állat közül a legnagyobb tojást rakják. 70 km/óra sebességgel képesek futni, ami miatt a leggyorsabb szárazföldi madarak. A nem két ma élő faja arról ismert, hogy a legnagyobb ma élő madarak.

## Evolúciójuk

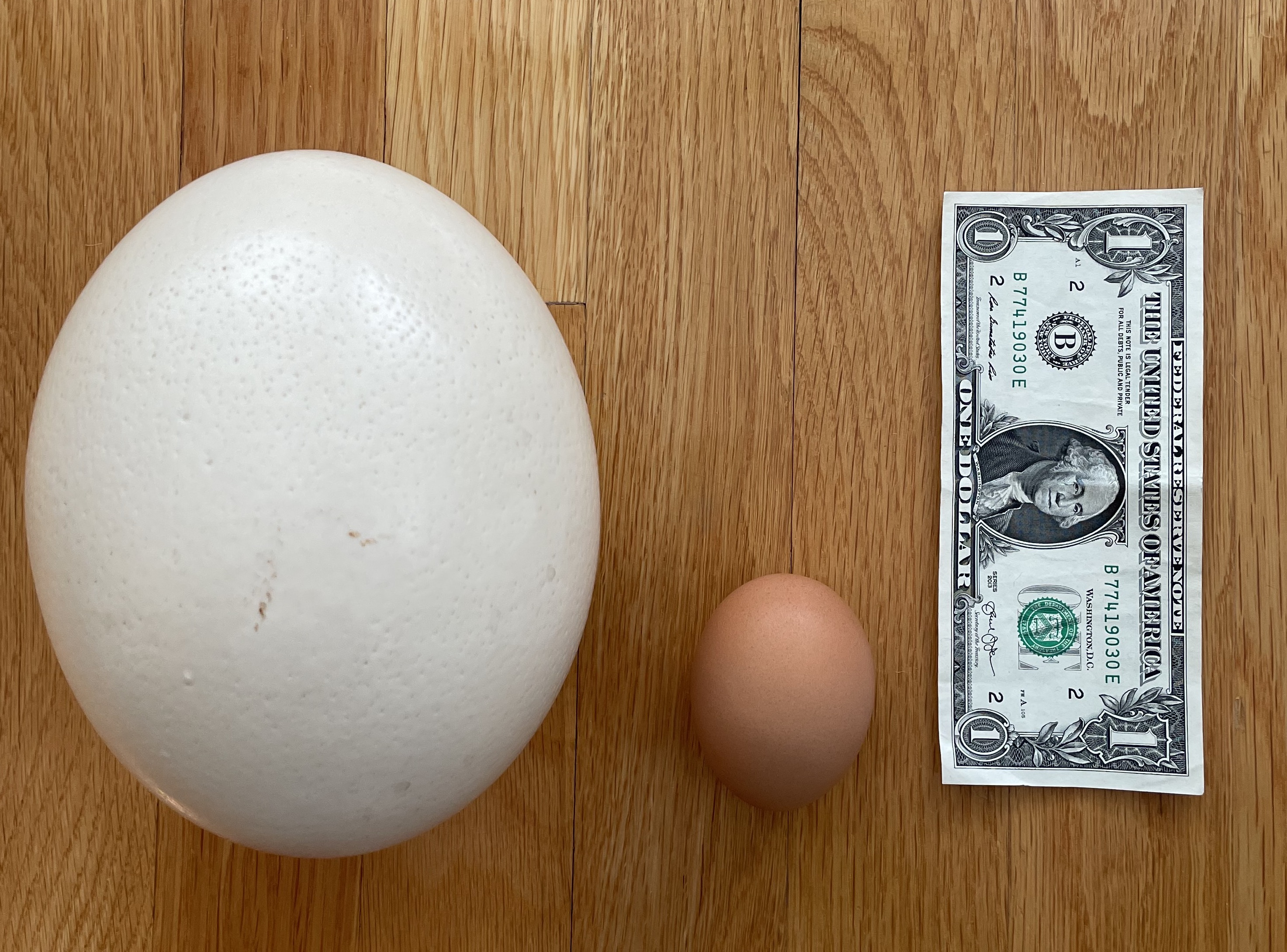
Egy strucctojás mérete egy tyúktojáshoz és amerikai dollárhoz képest.

A struccszerű madarak legkorábbi fosszíliái a paleocén idején Európában élt taxonok. A Palaeotis és Remiornis a középső eocénból, addig különböző nem specifikus futómadarak az eocén és oligocén korokból ismertek, Afrika és Európa területéről. Lehet, hogy ezek a madarak a Struthio genus korai rokonai voltak, de taxonómiai állapotuk megkérdőjelezhető, mivel talán a futómadár-szabásúaknak több kihalt vonalát képviselhették.
A nem első ismert fosszíliái a kora miocénból származnak és Afrika területén találták meg, ezért feltehetően ott fejlődtek ki. Aztán a közép-és késő miocén idején szétterjedtek Eurázsiában. Kb. 12 millió évvel ezelőtt szerezték meg nagyobb méretüket, amiről ma ismerjük ezen madarakat. Ebben az időben már elterjedtek Mongóliában, majd később Dél-Afrikában. Míg az afrikai fajok kapcsolata viszonylag egyszerű, addig sok ázsiai fajt csupán töredékes maradványokból írtak le és emiatt az egymás közötti, illetve az afrikai fajokkal való kapcsolatuk bizonytalan. A struccok Kínából a utolsó jégkorszak végén vagy ezután pusztultak ki, ráadásul ismertek onnan a futómadár ábrázolásai a kerámiákon és a sziklarajzokon.
A Struthio genus hajdan együtt élt a röpképtelen futómadaraknak egy másik csoportjával, az Eogruidokkal. Bár Olson 1985-ben ezen kihalt madárcsoportot "proto-struccoknak" nevezte, a közelmúltig általánosan úgy tartották, hogy a darvakkal állnak legközelebb, addig a struccokkal való minden hasonlóság csupán a konvergens evolúció eredménye. Egy újabb elemzés viszont kimutatta, hogy az Eogruidok mégis a struccokkal álltak rokonságban. Feltehetőleg a struccokkal való versengés miatt pusztulhattak ki, bár eddig még sose mutatták ki, hogy a két taxon együtt élt volna egy helyen.

## Rendszerezésük
A nemnek 9 faja ismert, ebből 7 kihalt. 2008-ban a S. linxiaensis a Orientornis nembe került. Három további fajt, mint amilyenek a S. pannonicus, S. dmanisensis és a S. transcaucasicus, mind a Pachystruthio genusba kerültek 2019-ben. Számos további fosszilis fajnak a nyomairól árulkodó fosszíliái és a megkövesedett csontokból leírtakon alapuló összekapcsolás vitatott, felülvizsgálatra szorul további megfelelő anyagra várva.

### Fajaik
Késő pleisztocén-holocén idején éltek:
- közönséges strucc (Struthio camelus)
- szomáliai strucc (Struthio molybdophanes)
- ázsiai strucc (Struthio asiaticus)†
- Struthio anderssoni†
- Struthio oldawayi†

Történelem előtti fajok:
- Struthio barbarus†
- Struthio epoasticus†
- Struthio coppensi†
- Struthio orlovi†
- Struthio karingarabensis†
- Struthio kakesiensis†
- Struthio wimani†
- Struthio daberasensis†
- Struthio brachydactylus†
- Struthio chersonensis†

## Előfordulásuk
Napjainkban csak Afrika területén találhatóak meg a nem fajai, ahol számos nyílt és félszáraz élőhelytípusban, mint például a szavannán és a Száhel övezetben, illetve az egyenlítői erdőövezet északi és déli részén előfordul. A szomáli strucc kizárólag Északkelet-Afrikában ("Afrika szarván") őshonos, mivel a Nagy-hasadékvölgy földrajzi gátja miatt elszigetelődve fejlődött ki a közönséges struccból. Egyes helyeken a közönséges strucc maszáj alfaja a szomáliai strucc mellett él, de a viselkedésbeli ökológiai különbségek megakadályozzák a hibridizációt. A hajdan Kis-Ázsia és az Arab-félsziget területén élt arab struccot a 20. század közepére a kihalásig vadászták, később Izraelben megkísérelték a kihalt alfaj kiüresedett ökológiai fülkéjének betöltésére az észak-afrikai strucc betelepítését, de ez a próbálkozás kudarcot vallott. Ausztráliában a közönséges strucc fogságból kiszabadult egyedeiből már vadpopulációk lettek.